# 库卢尔
库卢尔（法語：Coulours，法語發音：[kuluʁ]）是法国勃艮第-弗朗什-孔泰大区约讷省的一个市镇，位于该省北部，属于桑斯区。

## 地理
库卢尔（48°9'51"N, 3°35'13"E）面积17.4 平方千米，位于法国勃艮第-弗朗什-孔泰大區约讷省，该省份为法国中北部内陆省份，西接卢瓦雷省，西北接塞纳-马恩省，南至涅夫勒省，东临科多尔省，东北与奥布省接壤。
与库卢尔接壤的市镇（或旧市镇、城区）包括：里尼勒费龙、阿尔斯-迪洛、塞里伊、弗拉西、富尔诺丹、莱谢日、沃德尔。
库卢尔的时区为UTC+01:00、UTC+02:00（夏令时）。

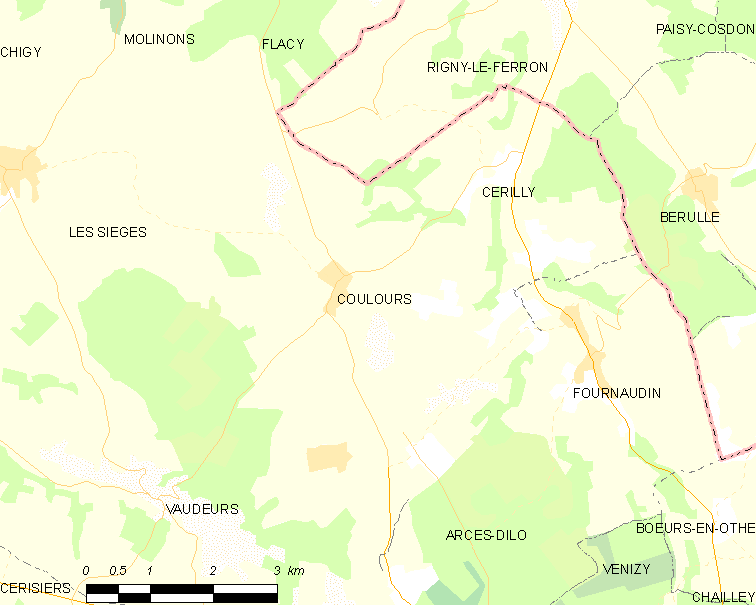
库卢尔的OSM定位图

## 行政
库卢尔的邮政编码为89320，INSEE市镇编码为89120。

## 政治
库卢尔所属的省级选区为阿尔芒松河畔布列农县。

## 交通
约讷省省道D54线和D141线在库卢尔市中心交汇。

## 人口

1962-2008年间库卢尔人口变化图示

库卢尔于2022年1月1日时的人口数量为140人。